# St. Laurentius (Wörth)

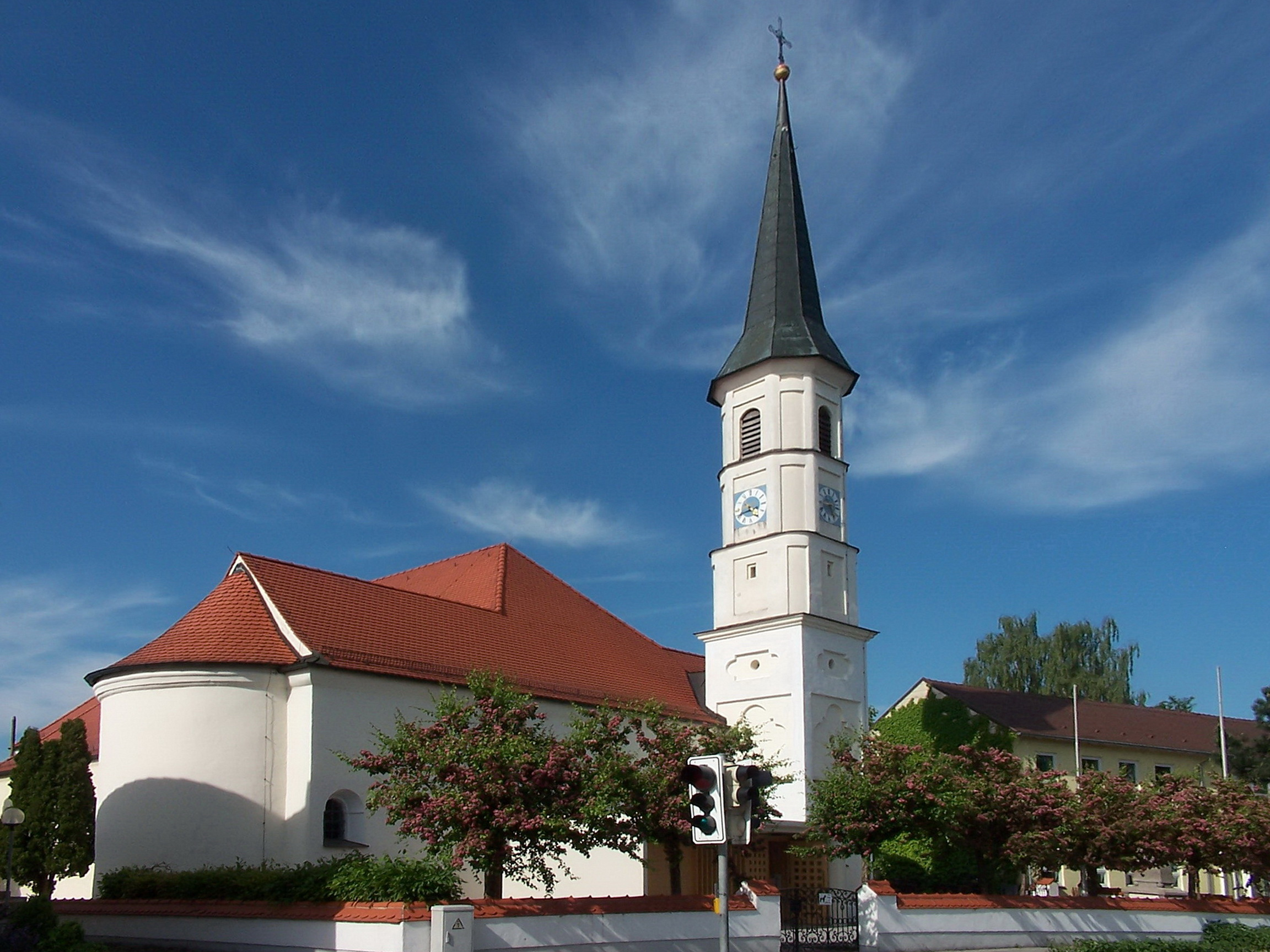
Außenansicht der Pfarrkirche St. Laurentius

Die römisch-katholische Pfarrkirche St. Laurentius in Wörth an der Isar, einer Ortschaft im niederbayerischen Landkreis Landshut, wurde 1935 als Pfarrei errichtet und ist seit 1944 Ziel einer Wallfahrt zur Mutter vom guten Rat. Die Kirche ist dem heilige Diakon Laurentius geweiht.

## Geschichte

### Baugeschichte
Die Kirche St. Laurentius hat eine wechselvolle Geschichte. Die ältesten noch vorhandenen Teile der Kirche stammen wohl aus dem 11. oder 12. Jahrhundert und sind im romanischen Stil ausgeführt. Im Zusammenhang mit der ersten urkundlichen Erwähnung Wörths im Jahr 1339 steht ein Streit zwischen den Pfarrern von Kirchberg und Hüttenkofen über die Pfarrzugehörigkeit von Wörth, der letztendlich zugunsten Hüttenkofens entschieden wurde. In dieser Zeit war die Reichsabtei Niedermünster einer der Grundbesitzer in Wörth, später das Domkapitel Regensburg und das Kloster Niederviehbach.
Im letzten Drittel des 17. Jahrhunderts erfuhr die romanische Kapelle eine erhebliche Erweiterung nach Osten zu einer kleinen Barockkirche. Dabei wurden die erhaltengebliebenen romanischen Teile dem barocken Erscheinungsbild angepasst. Beide Teile bildeten bis weit in das 20. Jahrhundert hinein die sogenannte alte Wörther Kirche. Seit der Eröffnung der Bahnstrecke Landshut–Plattling im Jahr 1880 war jedoch die Einwohnerzahl Wörths stark angestiegen; dennoch gehörte Wörth kirchlich gesehen immer noch zu Hüttenkofen. Dieser Zustand währte bis 1931, als der Pfarrhof nach Wörth verlegt wurde. Seit dem 4. November 1935 ist Wörth offiziell Sitz der Pfarrei. Hüttenkofen wurde später der Pfarrei Niederviehbach angegliedert und gehört heute zur Pfarrei Niederaichbach.
Der für eine Pfarrkirche sehr kleine Bau wurde in den Jahren 1936 bis 1938 nach den Plänen des Münchener Architekten Michael Simon erheblich vergrößert. Der Erweiterungsbau ist an die Nordmauer des barocken Langhauses angebunden. Am 8. Mai 1938 wurde er von dem damaligen Regensburger Bischof Michael Buchberger konsekriert. In der Folge wurde im Altbau das Bodenniveau deutlich erhöht und somit dem des Neubaus angepasst. In den Jahren 2005 und 2006 fand eine umfassende Kirchensanierung statt, bei der unter anderem im Süden ein kleiner Vorbau angefügt und die Sakristei erweitert wurde. Außerdem ergänzte man die Ausstattung der Kirche um einige zeitgenössische Kunstwerke.

### Wallfahrtsgeschichte
Da die Barockaltäre der alten Kirche in den Erweiterungsbau verlegt wurden, suchte der Wörther Pfarrer Ludwig Fischl nach anderen Ausstattungsstücken für den Altbau. 1943 erhielt er für 300 Reichsmark einen Renaissancealtar aus der Schornkapelle in Unterstein im Berchtesgadener Land. Auf diesem befand sich ein Marienbildnis, das er im Jahr darauf durch ein restauriertes Gnadenbild ersetzen ließ. Dieses hatte er auf dem Dachboden eines alten Hauses in Niederaichbach gefunden und zunächst aufwendig von dem Kirchenmaler Peter Keilhacker aus Taufkirchen restauriert lassen, ehe es am Christkönigsfest 1944 in der Kirche aufgestellt wurde. Es handelt sich dabei um eine Kopie des Gnadenbild der Mutter vom guten Rat in der Augustiner-Klosterkirche in Genazzano bei Rom. Im Jahr 1945 segnete Bischof Buchberger im Rahmen eines Besuchs die neue Wallfahrtsstätte. Seither findet dort am Sonntag um den 13. eines jeden Monats eine marianische Andacht mit Predigt statt. Am 26. Oktober 2014, also zum 70. Wallfahrtsjubiläum, wurde das Gnadenbild durch Weihbischof Reinhard Pappenberger gekrönt.

## Architektur

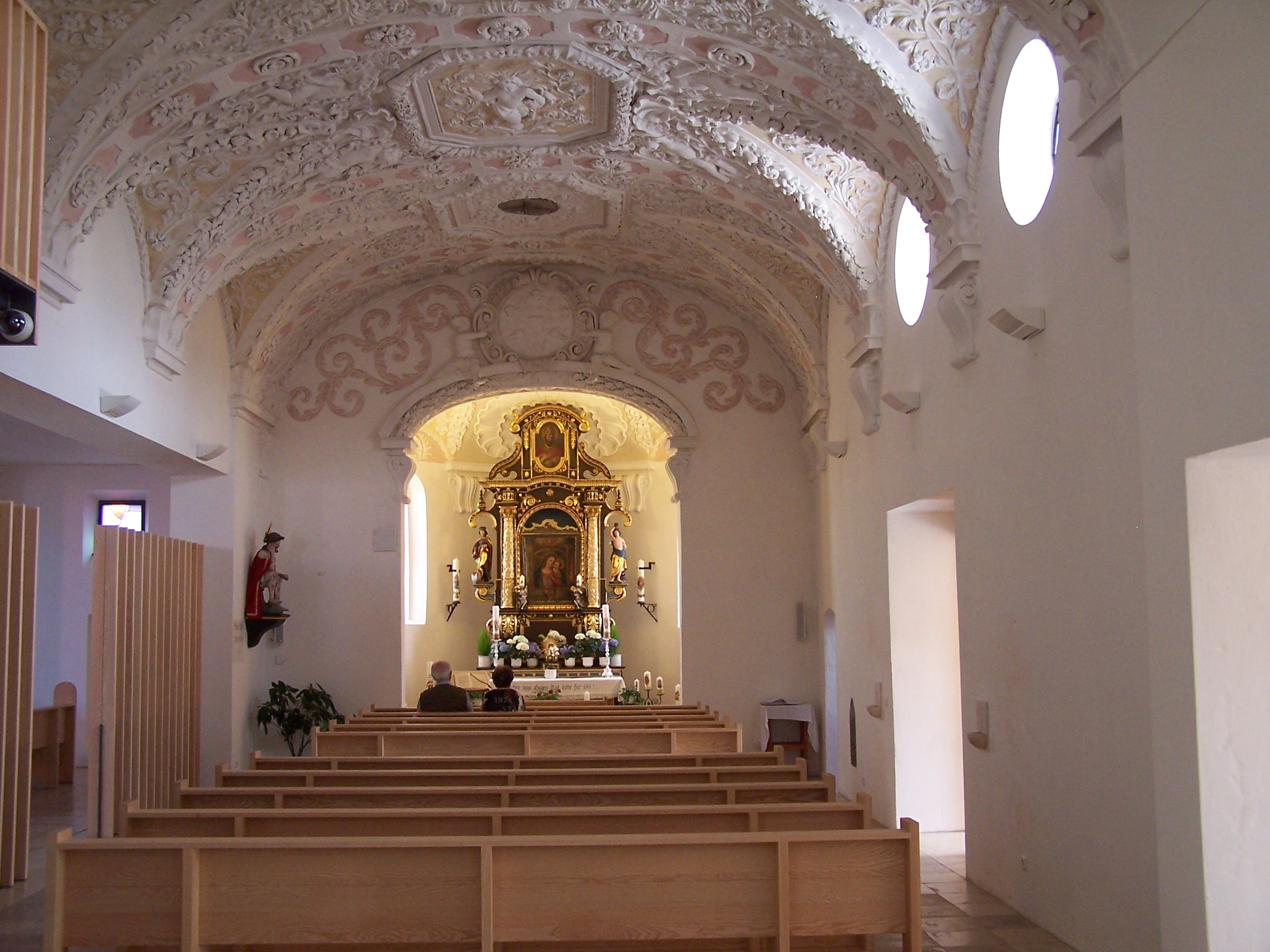
Innenansicht der alten Kirche

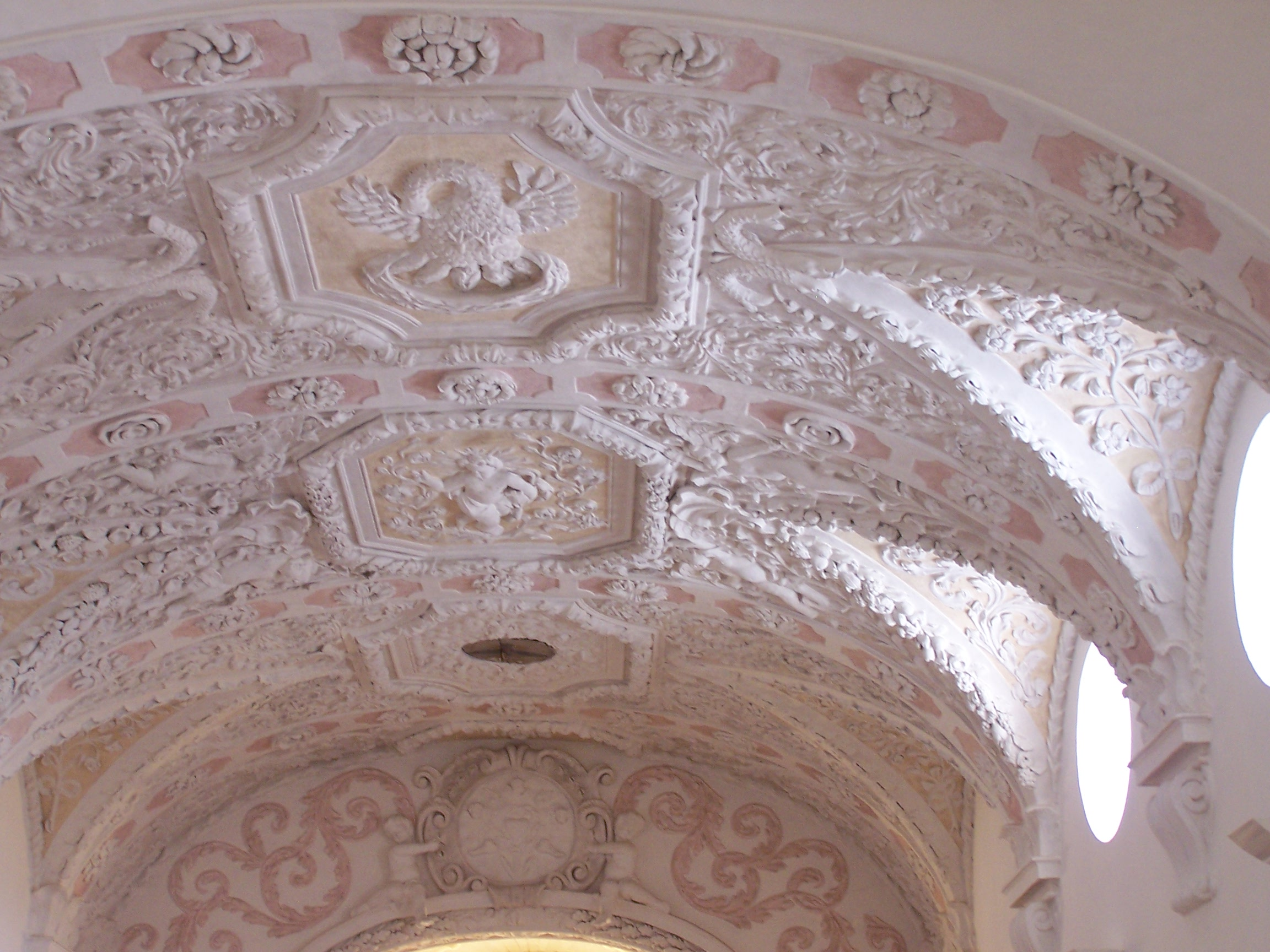
Stuckdecke der alten Kirche

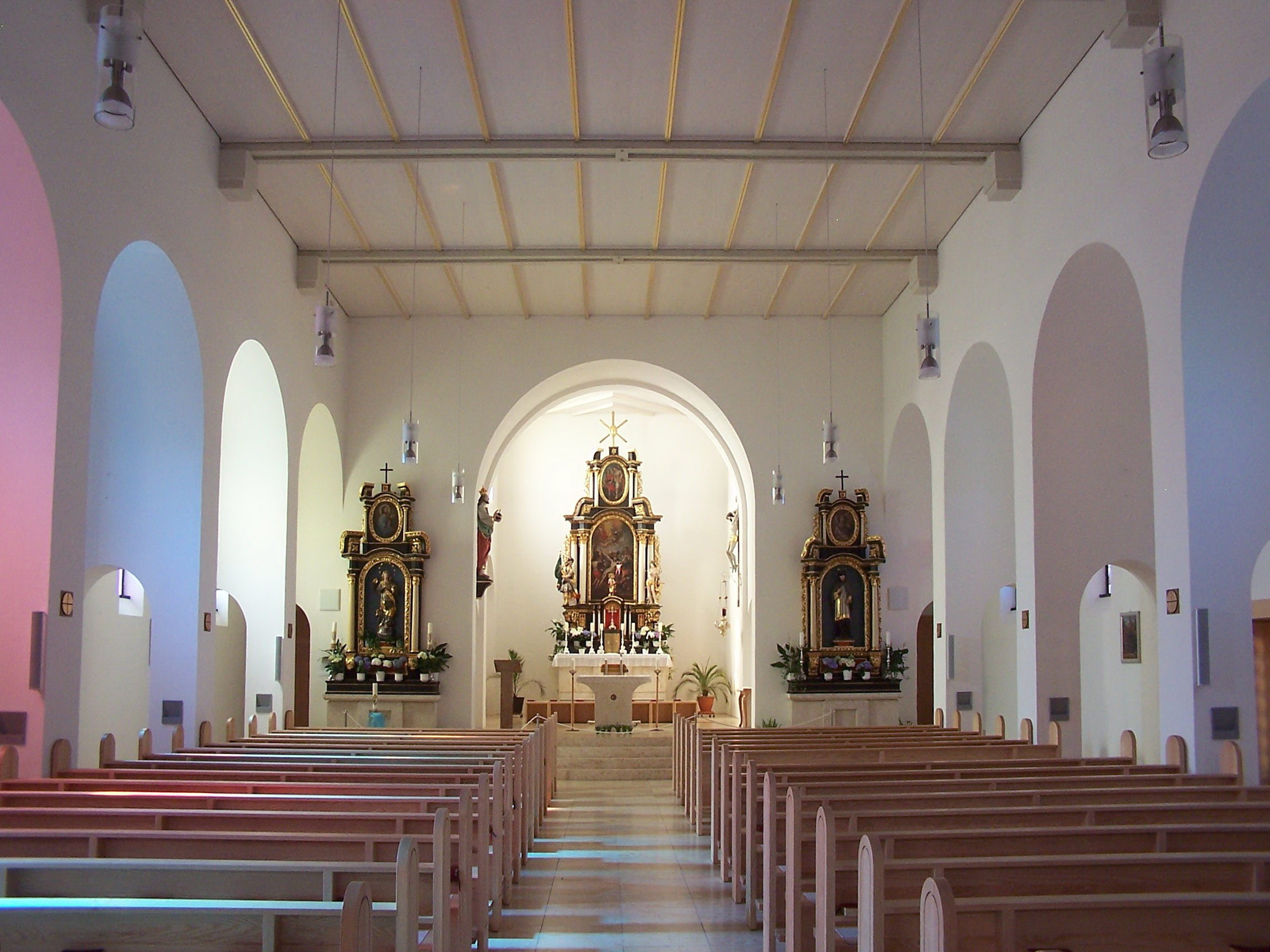
Innenansicht des Erweiterungsbaus

Die ältesten Teile der Bausubstanz sind noch der romanischen Stilepoche zuzuordnen. Es handelt sich dabei um die für mittelalterliche Kirchenbauten äußerst ungewöhnliche Westapsis und die zwei westlichen Langhausjoche der alten Kirche. Daran schließen im Osten drei barocke Langhausjoche an und der nach Osten ausgerichtete Chorraum, der in drei Seiten schließt und ebenfalls der barocken Stilepoche zuzurechnen ist. Das komplette alte Kirchenschiff wird von einem flachen Tonnengewölbe mit Stichkappen überspannt.
Dieses ist im westlichen, romanischen Teil, der heute als Taufkapelle genutzt wird, unverziert geblieben. Die barocken Joche im östlichen Teil sind dagegen üppig mit qualitätvollen Stuckaturen verziert und werden von Gurtbögen, die aus Volutenkonsolen entwachsen und mit unterschiedlichen Arten stuckierter Blüten besetzt sind, in Felder eingeteilt. Diese haben jeweils ein gerahmtes Feld mit Stuckemblemen, darin von West nach Ost: der Pelikan, der sich die Brust aufreißt, um seinen Jungen das Leben zu schenken, als Symbol für den Opfertod Christi; das Jesuskind; das von Stuckornamenten umgebene Heiliggeistloch. Die seitlichen Felder und die Stichkappen werden von zahlreichen Putten, Girlanden, Akanthusranken und Blumenzweigen geschmückt. An der Stirnwand über dem Chorbogen sind zwei Putten zu sehen, die ein Medaillon mit dem Heiligsten Herzen Jesu halten. Im Chorraum der alten Kirche sind ähnliche Verzierungen zu finden. Der Gnadenaltar wird dabei von einer stuckierten Muschelschale bekrönt. Bisher ist nicht bekannt, von welchem Meister diese um 1680 entstandenen Stuckaturen stammen. Es könnte sich aber um jemanden aus dem Umkreis des Wessobrunner Meisters Johann Schmuzer handeln, der 1699 in ähnlicher Manier das ehemalige Franziskanerinnenkloster Landshut  ausstuckierte.
An das östlichste Langhausjoch ist auf der Südseite der sechsgeschossige, 24 Meter hohe Turm angebaut. Im Erdgeschoss befindet sich eine Kerzenkapelle. Die unteren drei Geschosse erheben sich über einem quadratischen Grundriss und haben bereits eine aufwendige Putzgliederung, zum Beispiel in Vierpassform. Darauf bauen drei weitere, durch Putzfelder gegliederte Stockwerke mit gefasten Kanten auf. Den oberen Abschluss bildet ein leicht auskragender, moderner Spitzhelm mit Turmkugel und Kreuz. Der übrige Außenbau ist weitgehend ungegliedert. Im Winkel zwischen Turm und Langhaus der alten Kirche wurde bei der Renovierung 2005/06 ein moderner Vorbau in Holzbauweise errichtet.
Von der vorbeiführenden Hauptstraße (ehemalige Bundesstraße 11) lässt sich der nach Norden weisende moderne Anbau nur durch das hohe Walmdach erahnen, welches das Satteldach der alten Kirche deutlich überragt. Der Erweiterungsbau ist durch einen großzügigen Ausbruch in der Nordwand des alten Langhauses unmittelbar mit diesem verbunden. Der flachgedeckte Innenraum der Saalkirche ist in romanisierenden Formen gestaltet. Die seitlich angeordneten Wandpfeiler unterteilen den Raum in sechs Joche und bilden jeweils Rundbogenarkaden. Durch ebenfalls rundbogigen Öffnungen zwischen den Pfeilernischen werden seitliche Durchgänge gebildet. Der nördlich angebaute, rechteckige Chorraum ist durch den Chorbogen leicht eingezogen und erreicht nicht ganz die Breite des Innenraums zwischen den Wandpfeilern. Der erhöht gelegene Raum umfasst zwei Fensterachsen. Er ist auf drei Seiten von der Sakristei umschlossen und kann daher nur von vier kleinen Rundbogenfenster beleuchtet werden, die sich seitlich in großer Höhe befinden.

## Ausstattung

### Altbau

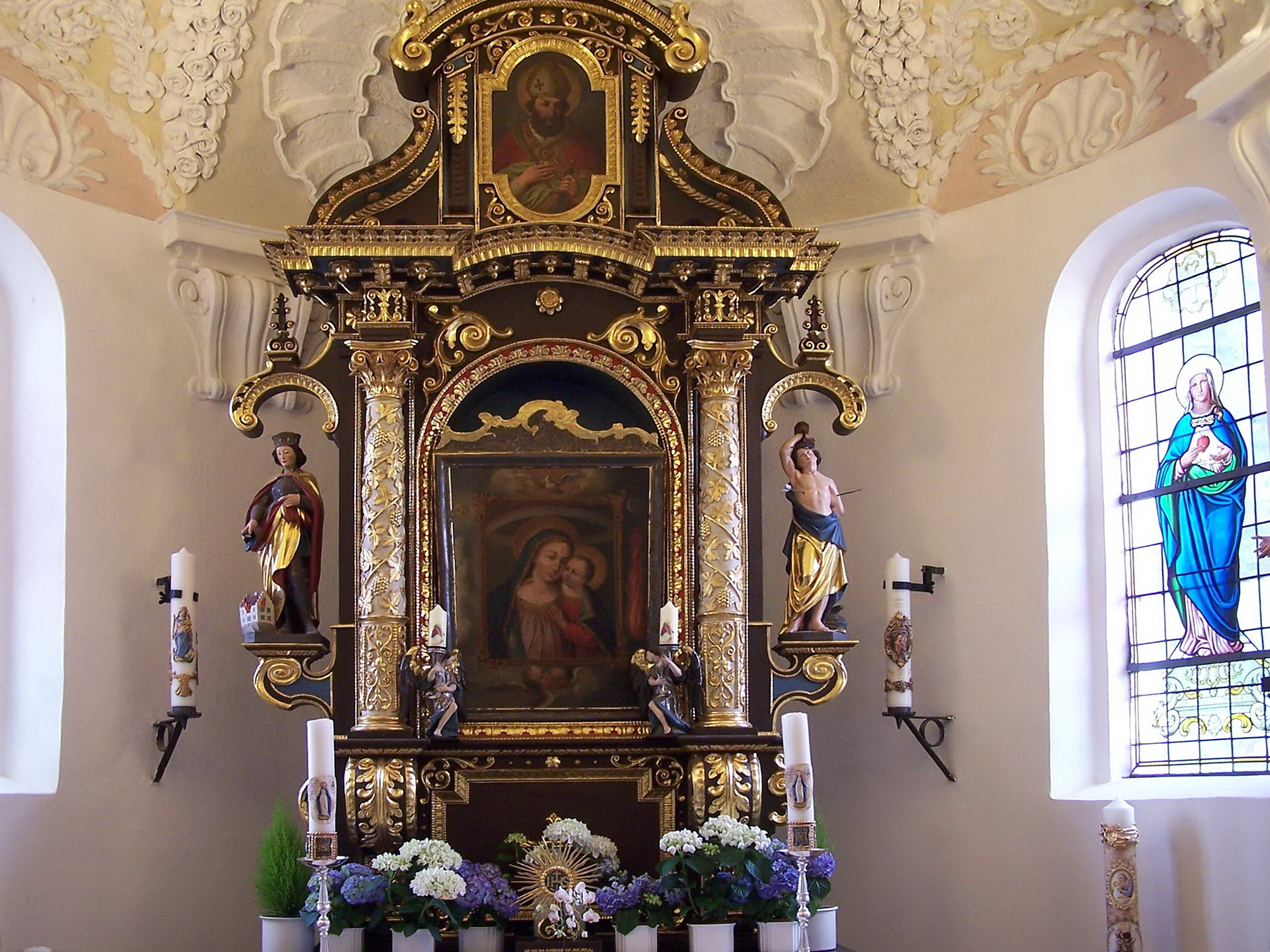
Renaissance-Altar mit dem Gnadenbild der Mutter vom guten Rat

Der Gnadenaltar im Chor der alten Kirche hat einen Aufbau aus zwei weinlaubumrankten Säulen mit korinthischen Kapitellen. Zwischen den Säulen befindet sich das Gnadenbild der Mutter vom guten Rat. Es zeigt Maria mit dem Jesuskind, wobei dieses seine linke Hand auf die Schulter, die rechte auf das Herz seiner Mutter legt. Darüber befindet sich ein Regenbogen als Zeichen der Verbundenheit Gottes mit den Menschen. Bei den Glasfenstern im Chor, die das Heiligste Herz Jesu (links) und das Unbefleckte Herz Mariä (rechts) zeigen, handelt es sich um Stiftungen der Wörther Eheleute Matthäus und Regina Ammer von 1892.
Links an der Chorwand befindet sich ein Ausstattungsstück, das eine ähnliche Geschichte wie das Gnadenbild aufweist. Es handelt sich um eine Darstellung vom Tod des heiligen Josef im Rokokostil, die Mitte des 18. Jahrhunderts entstanden sein dürfte. Sie stammt aus dem Privatbesitz eines Bürgers aus Hüttenkofen, der sie Anfang 1945 Pfarrer Fischl schenkte. Dieser ließ sie ebenfalls von Restaurator Peter Keilhacker in Taufkirchen herrichten, von wo er mit dem Fahrrad abholte.
Zur weiteren Ausstattung der alten Kirche zählen Statuen der Mater Dolorosa und des Christus in der Rast, die beiderseits des Durchbruchs zum Erweiterungsbau angebracht sind. An der gegenüberliegenden Langhauswand befindet sich eine Figur des Auferstandenen. Alle drei sind barock, stammen aus Privatbesitz und kamen erst in den 1940er Jahren in die Kirche. Dagegen befinden sich die vier Prozessionsstangen mit kleinen Figuren der Evangelisten nachweislich schon seit mindestens 1914 in der Kirche.

### Neubau

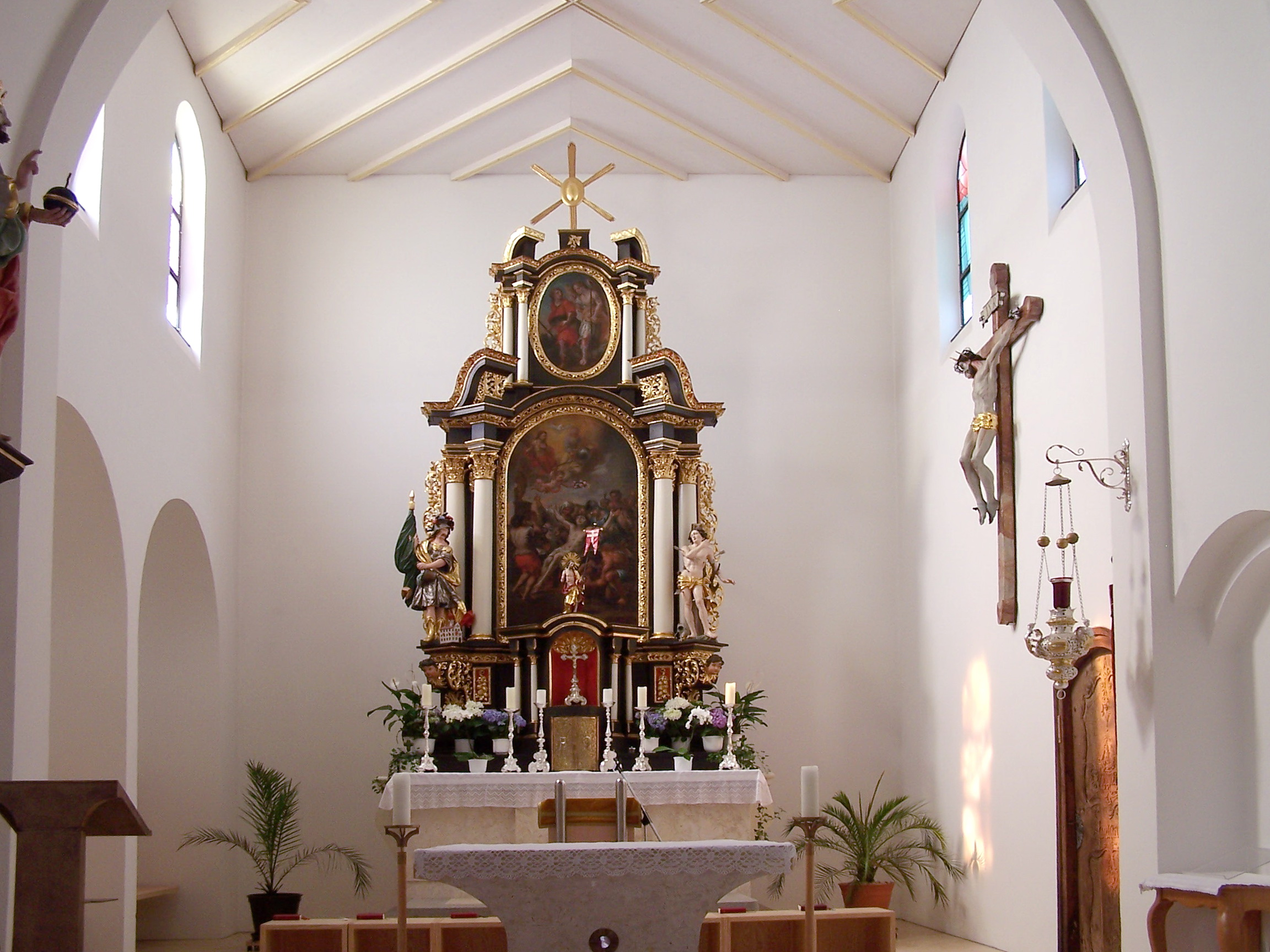
Chorraum mit barockem Hochaltar (um 1680/90)

In den Neubau wurden die drei Barockaltäre aus der alten Kirche übernommen, die um 1680/90 entstanden sind. Der Hochaltar, der über einen viersäuligen Aufbau verfügt, zeigt auf dem Altarblatt den heiligen Laurentius, der im Jahre 258 sein Martyrium durch Verbrennen auf einem Rost erlitt. Der Säulenaufbau wird flankiert von Statuen der Heiligen Florian (links) und Sebastian (rechts). Im Auszugsbild, das ebenfalls von vier Säulen begleitet wird, sind der Erzengel Raphael und Tobias dargestellt. Die Seitenaltäre sind deutlich schlichter gehalten; sie verfügen je nur über zwei Säulen. Den linken Seitenaltar ziert eine Figur der Maria Immaculata; im Auszug ist ein Gemälde des heiligen Josef zu sehen. Den rechte Seitenaltar zieren eine Figur des heiligen Johannes Nepomuk sowie im Auszug ein Bild des Erzengels Michael.
Weitere barocke Ausstattungsstücke sind das große Chorbogenkreuz, ein weiteres Kruzifix und ein Gemälde der Heiligen Familie. Die Kreuzwegtafeln des Regensburger Künstlers Erwin Schöppl stammen aus der Erbauungszeit der neuen Kirche. Volksaltar und Ambo sowie einige weitere Kunstwerke, die im Rahmen der jüngsten Renovierung geschaffen wurden, fertigte der in Adlhausen bei Langquaid ansässige Bildhauer Alfred Böschl im Jahr 2006. Im gleichen Jahr entstanden auch die Glasfenster im Langhaus, die vorwiegend Anrufungen der Lauretanischen Litanei symbolisieren. Sie sind ein Werk der Malerin Ruthild Langhammer aus Pressath in der Oberpfalz. Auf der Westseite sind von vorne nach hinten dargestellt: „geheimnisvolle Rose“, „Königin des Himmels“, „Morgenstern“, „keusche Mutter“, „erlesener Kelch“. Die Fenster auf der Ostseite zeigen unter anderem folgende Motive: „Goldenes Haus“, „Pforte des Himmels“, „elfenbeinerner Turm“.

### Orgel

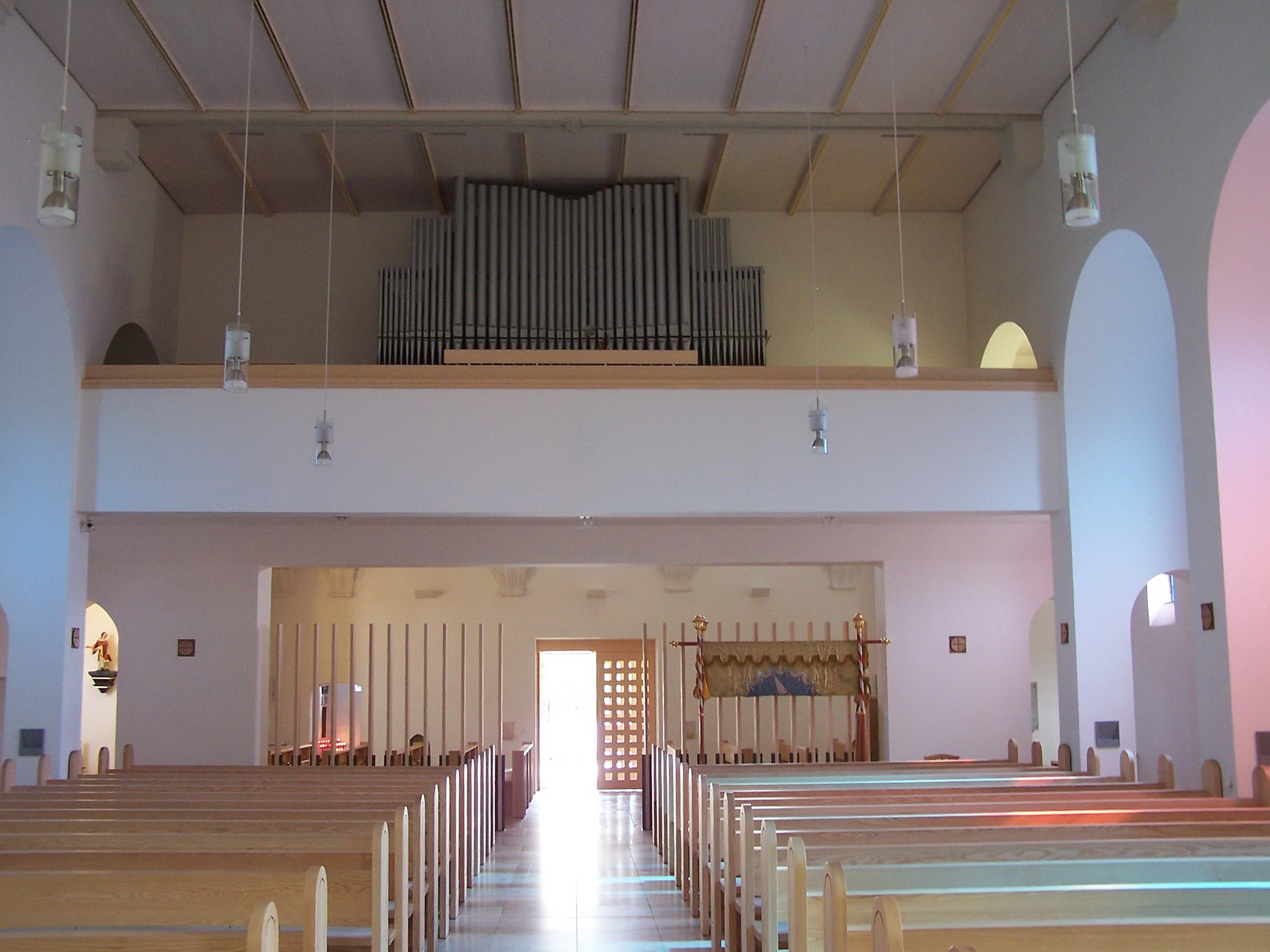
Blick zur Orgelempore des Erweiterungsbaus

Die Orgel auf der Südempore mit insgesamt zehn Registern, verteilt auf zwei Manuale und Pedal, wurde um 1936 von dem Orgelbauer Michael Weise aus Plattling geschaffen. Das pneumatische Kegelladeninstrument mit Freipfeifenprospekt und freistehendem Spieltisch besitzt folgende Disposition:
| I Manual C–f3 |               |       |
| 1.            | Principal     | 8′    |
| 2.            | Gamba         | 8′    |
| 3.            | Spitzflöte    | 8′    |
| 4.            | Octav         | 4′    |
| 5.            | Mixtur III–IV | 2 ⁄3′ |

| II Manual C–f3 |            |    |
| 6.             | Salicional | 8′ |
| 7.             | Gedackt    | 8′ |
| 8.             | Spitzflöte | 4′ |

| Pedal C–d1 |          |     |
| 9.         | Subbaß   | 16′ |
| 10.        | Octavbaß | 8′  |

- Koppeln: II/I, II/P, I/P, Super II/I, Super I, Sub II/I, Pedaloktavkoppel

### Glocken
In dem barocken Kirchturm erschallen vier Glocken. Heute ist nur noch eine Glocke aus der Barockzeit erhalten. Diese wurde 1696 von Johann Gordian Schelchshorn in Regensburg gegossen und hat einen Durchmesser von 74 Zentimetern bei einem Gewicht von 250 Kilogramm. Sie trägt die Inschrift: „HILFREICHE MVETTER DIR KLING ICH ZV GFALLEN LAVRENTI ZV EHREN DAS ERZT (Erz) SOLL ERSCHALLEN – AVS DEM FEUER BIN ICH GEFLOSSEN IOHANN GORDIAN SCHELCHSHORN IN REGENSBURG HAT MICH GOSSEN · A : 1 · 6 · 96“. Zwei Glocken aus dem frühen 18. Jahrhundert mussten im Winter 1942/43 zu Kriegszwecken abgegeben werden. Diese wurden 1951 durch drei neue Glocken aus der Gießerei Johann Hahn in Landshut ersetzt. Die mit 590 Kilogramm schwerste Glocke ist der Mutter vom guten Rat geweiht und trägt die Inschrift: „Maria du vom Guten Rat, führe uns den rechten Pfad“. Die nächstkleinere Glocke, dem Pfarrpatron geweiht, wiegt rund 320 Kilogramm und trägt die Inschrift: „St. Laurentius Pfarrpatron, erfleh uns Gnad beim Gottessohn“. Die kleinste Glocke des Geläuts ist die Sterbeglocke, die folgende Inschrift trägt: „St. Josef steht uns bei zum guten Sterben“.

## Umgebung

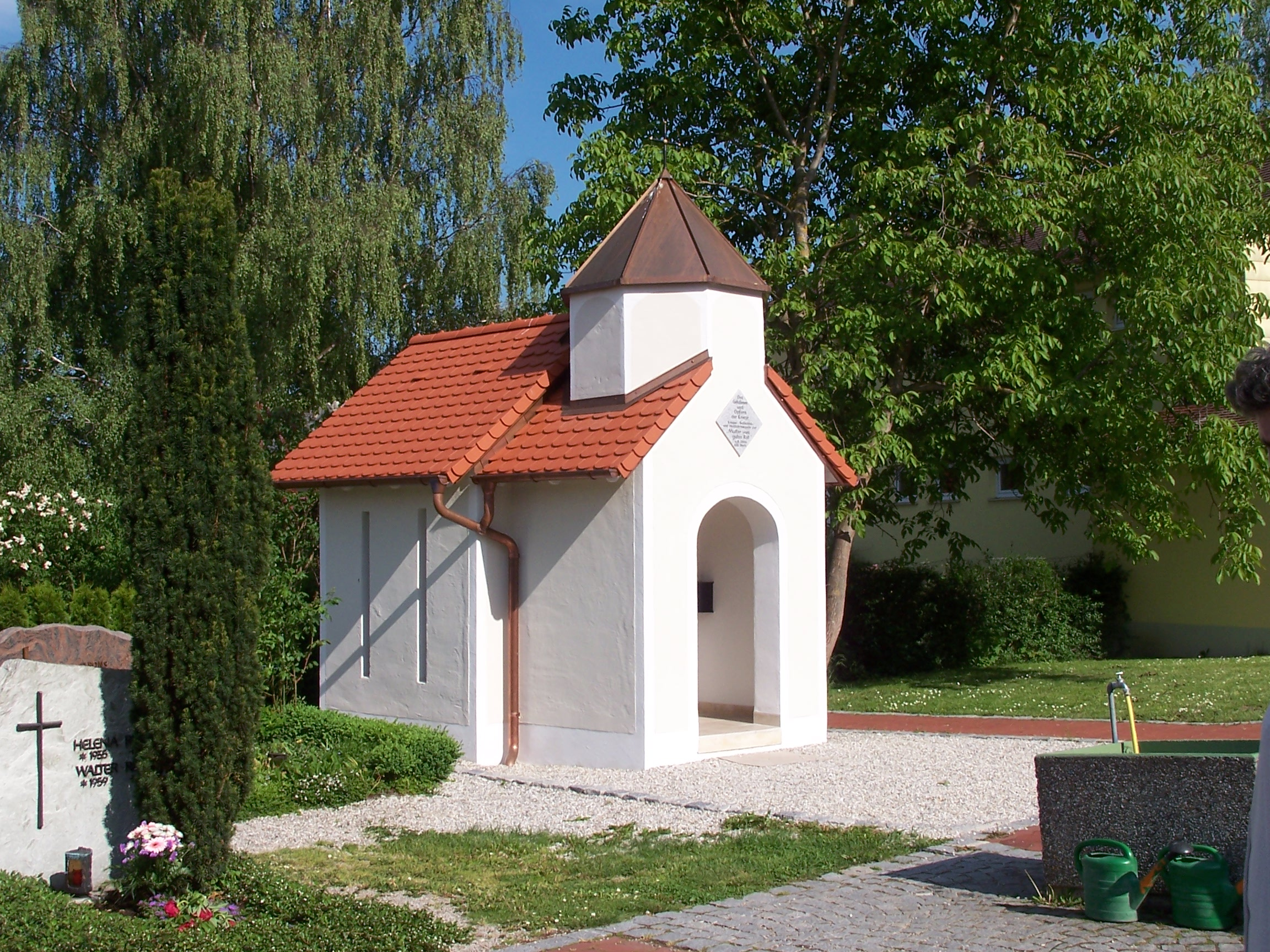
Kriegergedächtniskapelle im Friedhof (erbaut 2006)

Die Kirche liegt nördlich der Landshuter Straße, die ehemals als Bundesstraße 11 geführt wurde. Der ummauerte Friedhof erstreckt sich vor allem hinter der Kirche. 2006 wurde in der Südostecke des Friedhofs eine Kriegergedächtniskapelle errichtet, die gleichzeitig als Wallfahrtskapelle zur Mutter vom guten Rat dient. Zuvor war die Kriegergedächtnisstätte im Westteil der alten Kirche untergebracht, der bei der Renovierung 2005/06 zur Taufkapelle wurde. Bei diesem Umzug brachte man auch das große Kruzifix des in Regensburg tätigen Bildhauers Guido Martini in die neue Kapelle. Diese ist ein kleiner rechteckiger Bau mit je zwei Schlitzfenstern an den Seiten. Ein kleiner, offener Vorbau, der vom eigentlichen Kapellenraum abgetrennt ist, trägt einen achteckigen Dachreiter mit flachem Pyramidenhelm.